# Kloster Lugau
Kloster Lugau ist eine Erzählung von Wilhelm Raabe, die, im Juni 1893 vollendet, gegen Ende desselben Jahres bei Otto Janke in Berlin erschien.

## Inhalt
Gräfin Laura Warberg, auch Ophelia genannt, hat sich hinter die Mauern des Nonnenklosters Lugau – einer Stiftung aus dem Jahr 870 – zurückgezogen, um vor den Nachstellungen zudringlicher Prinzen sicher zu sein. Kontakt mit der Weltlichkeit hat sie aber immer noch. Die Gräfin korrespondiert angeregt mit Horatio. Das ist der Hofrat Dr. phil. Franz Herberger, Prinzenerzieher a. D. und Hauptmann der Landwehr aus Wittenberg. Der 35-jährige Hofrat gilt in der Lutherstadt als der Gönner des strebsamen jungen Dr. phil. Eckbert Scriewer. Dank solcher Referenz kann sich Scriewer im September 1869 mit Fräulein Eva Kleynkauer in Wittenberg verloben. Eva ist die Tochter des Ober-Konsistorialrats Prof. Dr. th. Martin Kleynkauer und dessen Gattin Blandine, geborene Husäus. Einer Tante Evas, der alten Euphrosyne Kleynkauer, ist die Verbindung gar nicht recht. Euphrosyne durchschaut sie alle in Wittenberg. So vermag Euphrosyne auch, dem Hofrat, der des Öfteren bei der alten Dame Rat sucht, aus dem Stegreif schlechte Charaktereigenschaften des Bräutigams aufzuzählen. Herberger sieht ein, er hat sich geirrt. Aber es ist nun mal passiert.
Tante Euphrosyne ist die reichste Frau von Wittenberg. Die Familie hat unter anderem süddeutsche Wurzeln. Eine Mamsell Kleynkauer hatte im 18. Jahrhundert einen Tübinger geheiratet, der nach Wittenberg als Professor berufen worden war.
Tante Euphrosyne behält zu ihrem Leidwesen recht. Scriewer, diese Kreuzotter, in seinem edelmütigen Drang, Eva sittlich und moralisch zu bessern, setzt das Mädchen so sehr unter seelischen Druck, dass es erkrankt. Der Hofrat sowie die Tante müssen einschreiten. Zu Pfingsten 1870 bringt Tante Euphrosyne das junge Mädchen zu einem Logierbesuch in das lutherische Kloster Lugau. Im Kloster kümmert sich nicht nur Tante Euphrosyne um das kranke Kind. Auch Gräfin Warberg und die Klostertante, das ist die Schwester Fräulein Augustine Kleynkauer, beteiligen sich aufopferungsvoll an der Krankenpflege.
Noch ein Verwandter der Kleynkauers trifft, wie es der Zufall will, im Kloster Lugau ein. Der junge Dr. Eberhard Meyer aus Tübingen will den Schwabenspiegel mit dem Wittenberger Kodex des Sachsenspiegels vergleichen. Letzterer soll – so heißt es – in der Klosterbibliothek Lugau seit Jahrhunderten verstauben. Unter den Nonnen gibt es keine Bibliothekarin. Die Frau Priorin gebraucht die Bibliothek nebenher als personengebundene Kleiderkammer. Der Schwabe kann trotz tatkräftiger Unterstützung einiger Damen – allen voran die Gräfin Warberg – keinen Sachsenspiegel finden. Aber er findet eine Frau: Eva.
Das junge Paar wird in der klösterlichen Abgeschiedenheit von außen bedroht. Dr. Scriewer reist im Auftrag der weltberühmten Alma Mater als Revisor der Klosterbibliothek an. Scriewer ergreift Besitz von seiner Braut. Evas Gesundheitszustand verschlechtert sich rapide.
In einem Brief Scriewers an die Mutter zeigt der Schreiber sein wahres Gesicht. Er verachtet Evas verarmte Eltern und will die „kränkliche, kindische“ Braut nicht anders als zusammen mit dem Geld der Tante Euphrosyne ehelichen.
Die Tante und die Gräfin Warberg schreiten ein. Mit vereinten Kräften wird Scriewer, dieser „Moloch des Strebertums“, aus dem Kloster Lugau verscheucht. Evas Eltern – zwei weitere Kleynkauer – reisen an. Das Kind, dieses „arm, klein, gejagt Vögelchen“, hatte zuvor in seiner Not den Beistand von Vater und Mutter brieflich erfleht. Der Sachsenspiegel findet sich doch noch. Evas Vater hatte ihn entliehen. Die Gräfin Warberg wirft das Exemplar dem Schwaben zu. Dr. Meyer fängt den Kodex geistesgegenwärtig auf.
Zu seinem unendlichen Entzücken wird Dr. Herberger von der Gräfin Warberg erhört. Der Hofrat begibt sich stehenden Fußes in das Kloster Lugau. Unter den indiskreten Blicken der Nonnen herzt sich das glückliche Paar. Mitte Juli 1870 ziehen Dr. Herberger und Dr. Meyer in den Deutsch-Französischen Krieg. Man siegt.

## Form
Raabe hielt „Kloster Lugau“ für eines seiner „feinsten Bücher“. Das Werk ist ein „neuartiges Erzählexperiment“ Raabe zersetzt die Gattung des konventionellen Liebesromans und treibt mit dem Erwartungshorizont des bürgerlichen Lesepublikums ein Katz- und Maus-Spiel. Er nimmt die Halbbildung des „gebildeten Publikums“ auf, Personen literarische Spitznamen zu geben, die aber sachlich nicht zutreffen („Horatio“ und „Ophelia“ für Franz Herberger und Laura Gräfin Warberg aus Hamlet; „Der blonde Eckbert“ [Novelle von Tieck] für Eckbert Scriewer). Der Erzähler nennt, indem er seinerseits auf den Hamlet-Stoff zurückgreift, seine fiktive Universitätsstadt „Wittenberg“ – dass hier selbstverständlich nicht das reale Wittenberg gemeint ist, dessen Universität 1817 durch den preußischen König Friedrich Wilhelm III. nach Halle a. d. Saale verlegt worden war, konnte Raabe beim Leser voraussetzen. Tatsächlich spannt er dann im Text das fiktive „Wittenberg“ mit einer Reihe sehr wohl existierender norddeutscher Universitätsstädte zusammen.
Vorbild für das fiktive „Kloster Lugau“ war Kloster Drübeck am nördlichen Harzrand. Raabes satirische Grundierung seiner Schilderung der universitären Welt fällt in mehrfacher Hinsicht auf. Mit sprechenden Namen – zum Beispiel Prof. Dr. Nachkauer – macht sich der Autor über die „Wittenberger“ Akademiker lustig. Dem Erzähler entschlüpfen daneben drei Worte, die man so direkt sonst vergeblich in Raabes sehr umfänglicher Prosa sucht: Manche Leser „sind einfach dumm“.
Lugau ist aber mehr als ein Jux. Beleg dafür ist zum Beispiel die Figur der Eva. Das Mädchen hat Angst vor der Wittenberger Welt, die ihr verzerrt erscheint wie Mercators Projektion.

## Selbstzeugnisse
- Am 29. Dezember 1893 an Karl Schönhardt: „Ich habe nun dreiundzwanzig Jahre das Gefühl mit mir herumgeschleppt, Euch Schwaben noch immer den Dank für die erwiesene Gastfreundschaft von 1862 bis 1870 schuldig zu sein: nun habe ich es abgeschüttelt mit – Kloster Lugau.“[11]
- Kurz nach dem Erscheinen der Erzählung an Sigmund Schott: „… daß ein wirklicher Inhalt darin [in dem Text] vorhanden ist und ein Drittel von diesem der Leser selber sich heraus zu denken, fühlen und empfinden hat; – ich habe mich nie für einen guten Unterhaltungsschriftsteller gehalten.“[12]

## Rezeption
- Finck[13] geht auf die wohlwollende Aufnahme des Textes kurz nach seinem Erscheinen ein.
- Ferdinand Avenarius weist im Kunstwart auf „das Heckenbuschartige der Komposition“ hin. Nicht jeder Leser erlange Durchblick.[14]
- Der Autor habe die Erzählung als Text in heiterem Ton konzipiert.[15]
- Der Wunsch nach Anerkennung seiner Arbeit sei Raabes Triebfeder beim Schreiben der Erzählung gewesen.[16]
- Nach Goldammer[17] sind die Anspielungen auf Shakespeares Hamlet nebensächlich.
- Meyen[18] nennt sechs Besprechungen aus den Jahren 1894 bis 1937.

## Ausgaben

### Erstausgabe
- Wilhelm Raabe: Kloster Lugau. Otto Janke, Berlin 1894 (309 S.; Katalogkarte der UB Frankfurt (StUB) bei HEBIS-Retro / Digitalisierte Zettelkataloge).

### Verwendete Ausgabe
- Peter Goldammer (Hrsg.): Wilhelm Raabe: Kloster Lugau. Gustav Kiepenheuer Verlag, Weimar 1970, DNB 457870796 (365 S.).

### Weitere Ausgaben
- Wilhelm Raabe: Kloster Lugau. 2. Auflage. Otto Janke, Berlin 1902, OCLC 248003619 (210 S.).
- Wilhelm Raabe: Kloster Lugau. 3. Auflage. Otto Janke, Berlin 1907, OCLC 934941154 (210 S.).
- Kloster Lugau. In: Hans Finck (Bearb.), Hans Jürgen Meinerts (Bearb.): Kloster Lugau. Die Akten des Vogelsangs (= Karl Hoppe (Hrsg.): Wilhelm Raabe. Sämtliche Werke. [Braunschweiger Ausgabe.] 24 Bände. Band 19). 2., durchges. Auflage. Vandenhoeck & Ruprecht, Göttingen 1970, DNB 457870508, S. 5–210. Mit einem Anhang, verfasst von Hans Finck, S. 411–446.